# 博温沙坦苏塔瓦寺
博温沙坦苏塔瓦寺或玉佛寺（英語：Wat Phra Kaew Wang Na；字面意思为：“前宫玉佛寺”）是一座位于前宫，类似于大皇宫内的玉佛寺的寺庙。由于寺庙位于宫殿内，所以里面没有僧侣居住。
寺庙由拉达那哥欣王朝初期的南克劳国王 （拉玛三世）委任的二王玛哈·沙迪蓬叻社修建，但在其有生之年并未完工。寺庙于蒙固国王（拉玛四世）统治时期完工。寺内壁画描绘了西兴佛的传说和二十八佛的生平。
戒堂内部绘有传统泰式壁画。目前，该寺庙并未被用作传统宗教场所，公众对此知之甚少。泰国艺术厅经常使用授戒堂举行诸如拜师仪式、教师入会仪式（krob khru）等仪式，以及与传统舞蹈和音乐艺术有关的其他神圣仪式。